# آندریاس سروین
آندریاس سروین (انگلیسی: Andreas Cervin؛ ۳۱ اکتبر ۱۸۸۸ – ۱۴ فوریه ۱۹۷۲) ژیمناست هنری اهل سوئد بود.
وی در مسابقات کشوری و بین‌المللی در مجموع برندهٔ ۱ مدال طلا شده‌است.